# Cordiérite
La cordiérite, de symbole Crd, est un minéral du groupe des silicates, de formule Al3Mg2AlSi5O18 avec des traces de Mn, Fe, Ti, Ca, Na et K. Longtemps considérée comme un cyclosilicate, la cordiérite est maintenant classée parmi les tectosilicates. Les cristaux peuvent atteindre jusqu'à 18 cm. Elle a la particularité de présenter un très fort polychroïsme. Minéral des roches argileuses qui ont subi un métamorphisme, on le trouve notamment dans les schistes à cordiérite et andalousite.

## Historique de la description et appellations

### Inventeur et étymologie
La cordiérite est décrite en 1813 par le minéralogiste Jean-André-Henri Lucas (1780-1825), garde des collections de minéraux au jardin des plantes de Paris. Elle est nommée en l'honneur de l'ingénieur, géologue et minéralogiste français Louis Cordier, qui en a fait la première description en 1809 sous le nom de dichroïte ; les échantillons provenaient du cap de Gate, dans la province d'Almería (Andalousie, Espagne), qui n'a pas été retenu comme topotype.

### Topotype
Le topotype se trouve à Bodenmais, en Bavière (Allemagne).

### Synonymes
- Dichroïte (Cordier, 1809) (genre masculin) : du grec duo, deux, et krôma, couleur, soit double couleur, allusion au fort pléochroïsme que ce minéral présente quand il est gemme. « Éclairé par une source lumineuse localisée, il change de couleur en fonction de son orientation par rapport à cette source. De couleur pâle, gris-jaune, dans toute une gamme d'orientations, la cordiérite adopte une couleur bleue (en fait, plutôt violette), intense à sombre, dans les autres orientations[8] ».
- Iolite ou yolithe (Werner) du grec ion, violette, pour sa couleur, semblable à la couleur de la violette[9].
- Quartz bleu de la Nouvelle-Finlande (Steinheil)[10].
- Saphir d'eau (Buffon). Ce synonyme historique prête à confusion avec le saphir, point que soulevait déjà Buffon dans sa publication[11]. Il est interdit par le C.I.B.J.O. (World Jewellery Confederation)[12].
- Steinheilite : décrite par le comte de Steinheil, gouverneur de Finlande, sous le nom de quartz bleu de la Nouvelle-Finlande. C'est le minéralogiste Pansner qui l'a baptisée Steinheilite dans l'Annuaire minéralogique de Léonhard en 1815[13].

## Caractéristiques physico-chimiques

### Critères de détermination

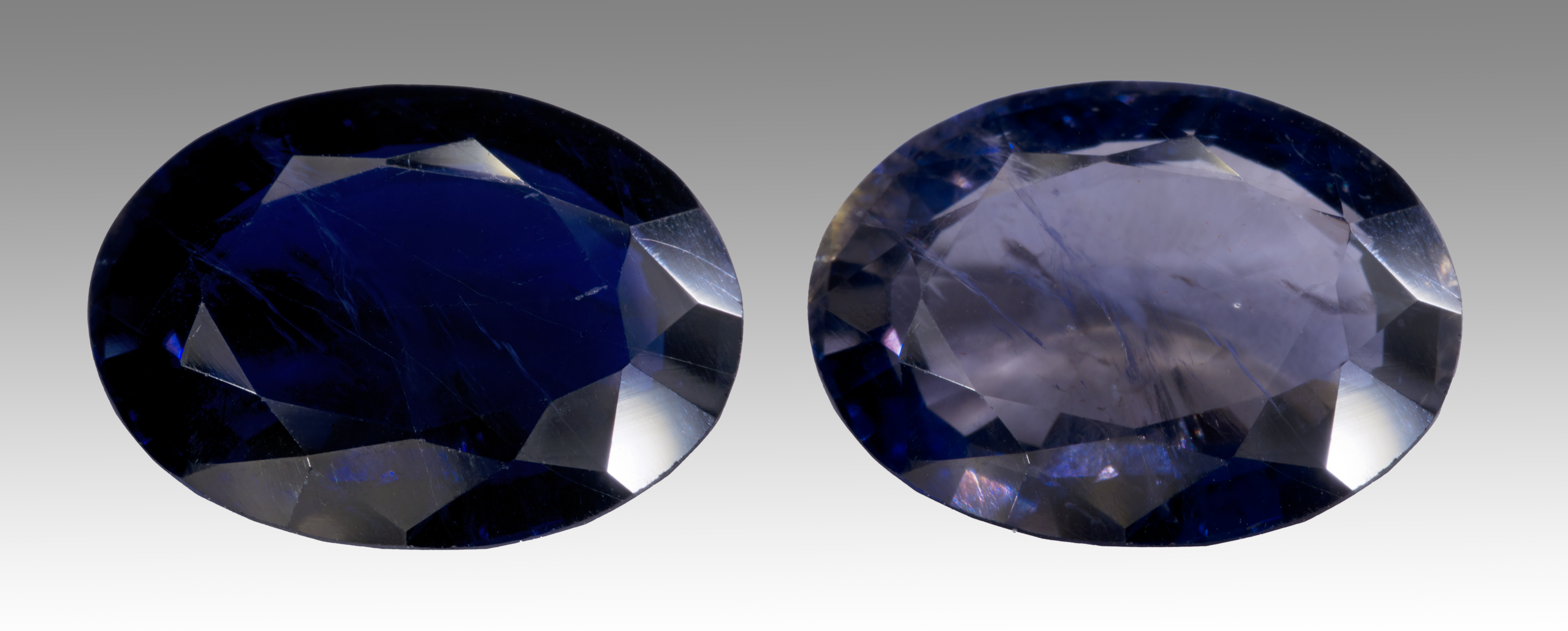
Polychroïsme de la cordiérite.

La cordiérite est d'éclat vitreux à mat et de couleur bleue, avec un trichroïsme bleu, jaune, violet. Elle présente une fracture irrégulière et subconchoïdale à conchoïdale.
Plus encore que le béryl, la cordiérite peut être confondue avec le quartz, surtout quand les surfaces ne sont pas altérées. Quand elles le sont, elle est transformée en agrégats microcristallins de chlorites ou de muscovite, elle prend alors le nom de pinite. Si elle est altérée, la cordiérite peut être confondue avec la serpentine.
En couche mince, la biréfringence relativement faible est typique de la cordiérite. D'autres caractères diagnostiques sont la présence d'altération en pinite le long du clivage et des fractures, et les hâlons pléochroïques jaunes autour des inclusions de zircon.
Les macles peuvent aussi être présentes, parfois lamellaires, mais plus fréquemment cycliques, à des angles de 30°, 60° ou 120º.
La morphologie comprend les formes {001}, {100}, {010}, {110} et {111}. L'angle entre {110} et {110} est proche de 60º et confère au cristal une symétrie pseudohexagonale, ce qui explique l'existence de macles cycliques.
La cordiérite est insoluble dans les acides et ne fond pratiquement pas.

### Cristallochimie
Elle forme une  série avec la sékaninaïte (en) (Fe2+,Mg)2Al4Si5O18.
Selon la classification de Dana, elle sert de chef de file au groupe de la cordiérite, noté 61.02.01 : elle fait partie des cyclosilicates composés d'anneaux à six membres (61) avec substitution (partielle) du silicium par de l'aluminium dans les anneaux (61.02). Selon la classification de Strunz, elle fait partie du groupe 09.CJ.10 contenant les silicates (IX), plus particulièrement les cyclosilicates (9.C) formés d'anneaux à six ou douze membres Si6O18 (9.CJ). Ces deux groupes contiennent les mêmes minéraux.
| Minéral     | Formule             | Groupe ponctuel | Groupe d'espace |
| ----------- | ------------------- | --------------- | --------------- |
| Cordiérite  | Al3Mg2AlSi5O18      | mmm             | Cccm            |
| Sékaninaïte | (Fe2+,Mg)2Al4Si5O18 | mmm             | Cccm            |

Ce minéral existe en deux polymorphes :
- cordiérite, stable à basse température, orthorhombique, groupe d'espace Cccm ;
- indialite, stable à haute température, hexagonale, groupe d'espace P6/mcc.

La température de transition de phase entre ces deux polymorphes est de 1 450 °C.
Le rapport Al/Si = 1/5 est presque toujours respecté. Les substitutions isomorphes importantes sont fer2+ et manganèse2+ pour le magnésium et fer3+ pour l'aluminium (isomorphisme de première espèce). Les cordiérites ont toujours tendance à s’enrichir en magnésium, même lorsqu'elles sont associées à des minéraux ferromagnésiens (biotite, grenats, spinelles).
La cordiérite est essentiellement isostructurale avec le béryl. Les anneaux à six membres AlSi5O18 sont reliés par des tétraèdres centrés sur l'aluminium et des octaèdres centrés sur le magnésium. Dans l'indialite, l'aluminium des anneaux est désordonné, tandis que dans la cordiérite sa position est ordonnée. Ce fait explique la différence de symétrie entre les deux polymorphes.
La topologie de la cordiérite, comme celle du béryl, est celle d'un tectosilicate (classification de Zoltai) et seule la distinction chimique entre les tétraèdres des anneaux à six membres, centrés sur le silicium et l'aluminium, et ceux hors des anneaux, centrés sur l'aluminium seulement, permet de classer ce minéral parmi les cyclosilicates (classification de Machatski-Bragg).

### Cristallographie

#### Cordiérite
La cordiérite cristallise dans le système cristallin orthorhombique, de groupe d'espace Cccm (Z = 4 unités formulaires par maille), avec les paramètres de maille {\displaystyle a} = 17,045 Å, {\displaystyle b} = 9,713 Å et {\displaystyle c} = 9,332 Å (V = 1 544,9 Å3, masse volumique calculée = 2,51 g/cm3).
Les cations Mg2+ sont en coordination (6) d'anions O2− et forment des octaèdres MgO6. La longueur de liaison Mg-O moyenne est 2,106 Å.
Les cations Al3+ sont distribués sur deux sites non-équivalents, Al1 et Al2. Tous les deux sont en coordination tétraédrique d'oxygène. Les tétraèdres Al2O4 font partie des anneaux à six membres AlSi5O18, les tétraèdres Al1O4 relient les anneaux entre eux en partageant leurs sommets avec des tétraèdres SiO4. Les longueurs de liaison Al-O moyennes sont 1,735 Å pour Al1 et 1,729 Å pour Al2.
Les cations Si4+ sont distribués sur trois sites non-équivalents, Si1, Si2 et Si3. Tous sont en coordination tétraédrique d'oxygène. Les tétraèdres Si2O4 et Si3O4 font partie des anneaux à six membres AlSi5O18, les tétraèdres Si1O4 relient les anneaux entre eux en partageant leurs sommets avec les tétraèdres Al2O4. Les longueurs de liaison Si-O moyennes sont 1,641 Å pour Si1, 1,618 Å pour Si2 et 1,606 Å pour Si3.

#### Indialite
L'indialite cristallise dans le système cristallin hexagonal, de groupe d'espace P6/mcc (Z = 2), avec les paramètres de maille {\displaystyle a} = 9,769 Å et {\displaystyle c} = 9,337 Å (V = 771,7 Å3, densité calculée = 2,52 g/cm3).
Les cations Mg2+ sont en coordination (6) d'anions O2− et forment des octaèdres MgO6. La longueur de liaison Mg-O moyenne est 2,126 Å.
Les cations Al3+ et Si4+ sont distribués sur deux sites non-équivalents. Ces sites ont une occupation mixte, c'est-à-dire qu'ils ont une certaine probabilité d'être occupés soit par Al3+, soit par Si4+, l'occupation des sites se faisant de façon désordonnée dans tout le cristal (si l'occupation était ordonnée, la maille conventionnelle serait différente de celle déterminée par diffraction de rayons X). Le premier site, (Al,Si)1, contient en moyenne 90 % d'aluminium et est en coordination tétraédrique d'oxygène, avec une longueur de liaison (Al,Si)1-O moyenne 1,736 Å. Les tétraèdres (Al,Si)1O4 relient les anneaux à six membres entre eux. Le second site, (Si,Al)2, est placé dans les anneaux à six membres : chaque tétraèdre (Si,Al)2O4 de l'anneau est identique. Le site (Si,Al)2 contient en moyenne 78 % de silicium et est en coordination tétraédrique d'oxygène, avec une longueur de liaison (Si,Al)2-O moyenne 1,637 Å.

## Gîtes et gisements

### Gîtologie et minéraux associés
La cordiérite apparaît dans les sédiments argileux subissant un métamorphisme thermique. Elle apparaît dès les premiers stades du métamorphisme, associée à la biotite et l'andalousite, et correspond à une nature chimique riche en aluminium. Mais elle demeure dans les stades plus élevés du métamorphisme.  
La cordiérite peut également apparaître dans les roches issues d’un métamorphisme régional. Il s’agit alors d’un métamorphisme de haut degré : gneiss à cordiérite.
La cordiérite peut également se trouver dans quelques roches magmatiques : pegmatites granitiques, norites à cordiérite dérivées d'un magma gabbroïque contaminé par du matériel argileux.
La cordiérite peut être associée à l'andalousite, la biotite, le corindon, des feldspaths potassiques, des grenats, la muscovite, la sillimanite et des spinelles.

### Gisements producteurs de spécimens remarquables
- Allemagne

Großer Arber, Bayerisch Eisenstein, Zwiesel, Bayerischer Wald, Basse-Bavière, Bavière (topotype)
- Algérie

Kef Cheraya, Cap Bougaroun, Collo, province de Skikda
- Canada

Mine Madeleine, Mont-Albert, La Haute-Gaspésie RCM, Gaspésie–Îles-de-la-Madeleine, Québec
L'Île-du-Grand-Calumet, Pontiac RCM, Outaouais, Québec
- France

Carrière de Granite, Vieille-Brioude, Brioude, Haute-Loire, Auvergne
Cransac, Decazeville, Aveyron, Midi-Pyrénées
Carrière de Saint-Symphorien-sur-Coise, Chazelles-sur-Lyon, Lyon, Rhône, Rhône-Alpes
- Italie

Roccatederighi, Roccastrada, province de Grosseto, Toscane

## Applications

### Joaillerie

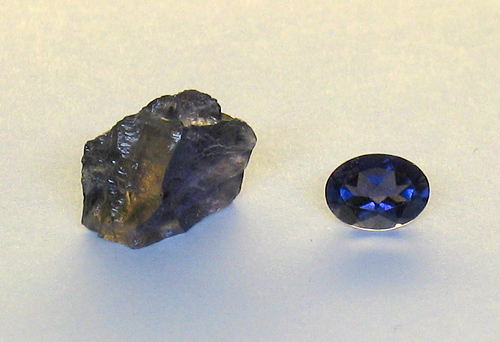
À gauche pierre brute (trichroïsme), à droite gemme de cordiérite.

Les cristaux gemmes peuvent être taillés comme pierre fine (facettes, cabochons).

### Après traitement
La cordiérite peut être traitée à haute température. Elle revêt alors des caractéristiques proches de celles des céramiques de synthèse, comme la faible conductivité thermique, le faible coefficient de dilatation, un pouvoir isolant diélectrique et la résistance aux agents chimiques.  

#### Applications industrielles
La cordiérite est utilisée pour l'isolation de résistances électriques, la réalisation de tubes de brûleurs, la fabrication de supports de cuisson dans l'industrie céramique. 
On la rencontre aussi dans les filtres catalytiques, pour la conversion de polluants comme le CO, HC et NOx.

#### Applications domestiques

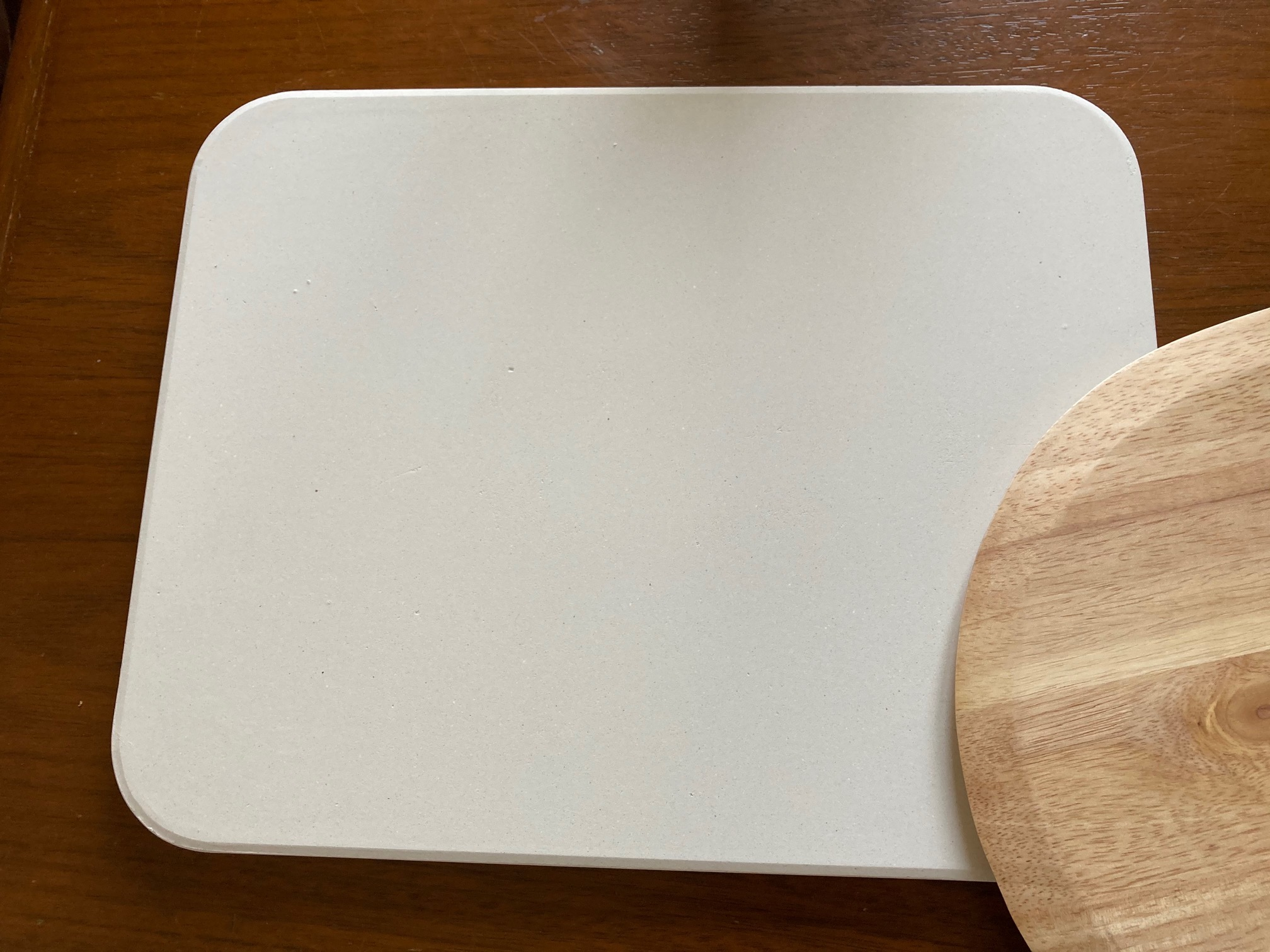
Pierre réfractaire de cuisson en cordiérite.

Ce matériau réfractaire est rencontré dans les plats à four comme le grès à feu à la cordiérite, les plaques de cuisson pour pizzas ou pains, aussi en tant que composant des céramiques de verre à l'exemple des vitrocéramiques de plaques de cuisson.